# 國家級正職
國家級正職，通称「正國級」，是中華人民共和國公務員體系中最高級別的領導幹部，與國家級副職（副國級）並稱為黨和國家領導人。國家級正職的職務包括以中共中央總書記為首的全體中央政治局常委。除了《中国共产党章程》中規定的中央委员会总书记必須从中央政治局常委中選出外，歷任国务院总理也皆由政治局常委擔任，國家主席、全國人大常委會委員長、全國政協主席、中央軍委主席等領導職務自1993年起也由中央政治局常委擔任，上述职务皆屬於正國級范畴。
國家級正職一词最早出现于2005年通过的《中华人民共和国公务员法》，除现任国家级正职领导职务外，中国官方从未正式明确列出历史上所有的国家级正职职务名称，故仅能从官方报道的口径中推断历来的正国级职务。
部分担任国家级副职岗位的领导人也可享受国家级正职的政治待遇。

## 职务列表

### 现存的正国级职务
1. 中国共产党中央委员会总书记（现任：习近平）
2. 中华人民共和国主席（现任：习近平）
3. 全国人民代表大会常务委员会委员长（现任：赵乐际）
4. 中华人民共和国国务院总理（现任：李强）
5. 中国人民政治协商会议全国委员会主席（现任：王沪宁）
6. 中国共产党中央军事委员会主席（现任：习近平）
7. 中华人民共和国中央军事委员会主席（现任：习近平）
8. 其他中国共产党中央政治局常务委员会委员（现任：中共中央书记处排名第一的书记蔡奇、国务院排名第一的副总理丁薛祥、中共中央纪委书记李希）

### 之前的正国级职务
- 中国共产党中央委员会主席：毛泽东、华国锋、胡耀邦
- 中國共產黨中央委員會副主席：刘少奇、周恩来、朱德、陈云、林彪、王洪文、康生、叶剑英、李德生、邓小平、华国锋、李先念、汪东兴、赵紫阳
- 中国共产党中央书记处书记（中国共产党第七届中央委员会）：毛泽东、刘少奇、周恩来、朱德、任弼时、陈云
- 中國共產黨中央書記處總書記：邓小平、胡耀邦
- 中国共产党中央顾问委员会主任：邓小平、陈云
- 中华人民共和国中央人民政府主席：毛泽东
- 中华人民共和国中央人民政府副主席：朱德、刘少奇、宋庆龄、张澜、李济深、高岗
- 中华人民共和国中央人民政府政务院总理：周恩来
- 中华人民共和国中央人民政府人民革命军事委员会主席：毛泽东
- 中华人民共和国国防委员会主席：毛泽东、刘少奇
- 中国人民解放军总司令：朱德
- 中华人民共和国代理主席：董必武
- 中华人民共和国名誉主席：宋庆龄
- 中国人民政治协商会议全国委员会名誉主席：毛泽东

## 人员列表

### 现任正国级领导人
自2023年3月起，现任国家级正职领导人共8人：
1. 习近平　中共中央总书记，中华人民共和国主席，中央军事委员会主席
2. 李　强　中共中央政治局常委，中华人民共和国国务院总理、党组书记
3. 赵乐际　中共中央政治局常委，全国人民代表大会常务委员会委员长、党组书记
4. 王沪宁　中共中央政治局常委，中国人民政治协商会议全国委员会主席、党组书记
5. 蔡　奇　中共中央政治局常委、中國共產黨中央書記處書記（排名第一）
6. 丁薛祥　中共中央政治局常委，中华人民共和国国务院副总理（排名第一）、党组副书记
7. 李　希　中共中央政治局常委、中國共產黨中央纪律检查委员会书记
8. 韩　正　中华人民共和国副主席（国家副主席为副国级职务，但韩正曾担任第十九届中央政治局常委，享受正国级待遇）

| 排名 | 肖像 姓名 | 党职                                                                                       | 公职                                                      | 首次当选常委   | 党代会选区     | 分工 |
| ---- | --------- | ------------------------------------------------------------------------------------------ | --------------------------------------------------------- | -------------- | -------------- | --- |
| 1    | 习近平    | 中共中央总书记 中共中央军委主席 中共中央政治局常委                                         | 中华人民共和国主席 中华人民共和国中央军事委员会主席       | 2007年10月22日 | 广西           | 中央国家安全委员会主席 中央全面深化改革委员会主任 中央全面依法治国委员会主任 中央财经委员会主任 中央外事工作委员会主任 中央军民融合发展委员会主任 中央审计委员会主任 中央对台工作领导小组组长 中央军委深化国防和军队改革领导小组组长 中央军委联合作战指挥中心总指挥 |
| 2    | 李 强     | 中共中央政治局常委 国务院党组书记                                                          | 中华人民共和国国务院总理                                  | 2022年10月23日 | 上海           | 中央国家安全委员会副主席 中央全面深化改革委员会副主任 中央金融委员会主任 中央机构编制委员会主任 国家国防动员委员会主任 国家能源委员会主任 中央全面依法治国委员会副主任 中央财经委员会副主任 中央外事工作委员会副主任 中央网络安全和信息化委员会副主任 中央军民融合发展委员会副主任 中央审计委员会副主任 中央应对新型冠状病毒感染疫情工作领导小组组长                                                                        |
| 3    | 赵乐际    | 中共中央政治局常委 全国人大常委会党组书记                                                  | 全国人民代表大会常务委员会委员长                          | 2017年10月25日 | 内蒙古         | 中央国家安全委员会副主席 中央全面依法治国委员会副主任 |
| 4    | 王沪宁    | 中共中央政治局常委 全国政协党组书记                                                        | 中国人民政治协商会议全国委员会主席 中国和平统一促进会会长 | 2017年10月25日 | 贵州           | 中央全面深化改革委员会副主任兼办公室主任 中央统一战线工作领导小组组长 中央西藏工作协调小组组长 中央新疆工作协调小组组长 中央对台工作领导小组副组长 |
| 5    | 蔡 奇     | 中共中央政治局常委 中共中央书记处书记（排名第1） 中共中央办公厅主任 中央和国家机关工委书记 |                                                           | 2022年10月23日 | 北京           | 中央国家安全委员会副主席兼办公室主任 中央全面深化改革委员会副主任 中央全面依法治国委员会副主任 中央精神文明建设指导委员会主任 中央宣传思想文化工作领导小组组长 中央党的建设工作领导小组组长 中央机构编制委员会副主任 中央网络安全和信息化委员会主任 首都规划建设委员会主任 中央军民融合发展委员会副主任 党和国家功勋荣誉表彰工作委员会主任 中央学习贯彻「习思想」主题教育领导小组组长 中央保密委员会主任 中央保健委员会主任 |
| 6    | 丁薛祥    | 中共中央政治局常委 国务院党组副书记                                                        | 中华人民共和国国务院副总理 （排名第1）                    | 2022年10月23日 | 中央和国家机关 | 中央科技委员会主任 中央港澳工作领导小组组长 中央空中交通管理委员会主任 国家能源委员会副主任 国务院食品安全委员会主任 中央军民融合发展委员会副主任兼办公室主任 推进“一带一路”建设工作领导小组组长 国务院推进政府职能转变和“放管服”改革协调小组组长 粤港澳大湾区建设领导小组组长 全国绿化委员会主任 国务院第五次全国经济普查领导小组组长                                                                                      |
| 7    | 李 希     | 中共中央政治局常委 中共中央纪委书记                                                        |                                                           | 2022年10月23日 | 广东           | 中央审计委员会副主任 中央党的建设工作领导小组副组长 中央巡视工作领导小组组长 中央深化国家监察体制改革试点工作领导小组组长 |

| 排名 | 肖像 姓名 | 党职 | 公职                                      | 分工     |
| ---- | --------- | ---- | ----------------------------------------- | -------- |
| 8    | 韩 正     |      | 中华人民共和国副主席 中国红十字会名誉会长 | 外事工作 |

### 在世离休、退休正国级领导人
| 官媒播报顺序 | 肖像 姓名 | 出生年份 | 加入中共年份 | 正国职履历（括注副国职履历及部分其他要职） | 离休/退休年份 |
| ------------ | --------- | -------- | ------------ | --- | ------------- |
| 01           | 胡锦涛    | 1942年   | 1964年       | 1992至2012年任中共第十四、十五、十六、十七届中央政治局常委 2002至2012年任中共第十六、十七届中央委员会总书记 2003至2013年任第十、十一屆国家主席 2004至2012年任中共中央军委主席 2005至2013年任国家中央军委主席 (1992至2002年兼任中央书记处书记、中央黨校校長) (1998至2003年任国家副主席) | 2013年        |
| 02           | 朱镕基    | 1928年   | 1949年       | 1992至2002年任中共第十四、十五届中央政治局常委 1998至2003年任第九届国务院总理 (1991至1998年任國務院副總理) | 2003年        |
| 03           | 李瑞环    | 1934年   | 1959年       | 1989至2002年任中共第十三、十四、十五届中央政治局常委 1993至2003年任第八、九届全国政协主席 (1987至1989年任中共中央政治局委员、天津市委書記) (1989至1992年兼任中央书记处书记) | 2003年        |
| 04           | 温家宝    | 1942年   | 1965年       | 2002至2012年任中共第十六、十七屆中央政治局常委 2003至2013年任第十、十一屆国务院总理 (1987至1992年任中共中央书记处候補书记、中央辦公廳主任) (1992至1997年任中共中央政治局候補委员、中央书记处书记) (1997至2002年任中共中央政治局委员、中央书记处书记) (1998至2003年任國務院副總理)      | 2013年        |
| 05           | 贾庆林    | 1940年   | 1959年       | 2002至2012年任中共第十六、十七屆中央政治局常委 2003至2013年任第十、十一屆全國政協主席 (1997至2002年任中共中央政治局委员、北京市委書記) | 2013年        |
| 06           | 张德江    | 1946年   | 1971年       | 2012至2017年任中共第十八屆中央政治局常委 2013至2018年任第十二屆全国人大常委会委员长 (2002至2007年任中共中央政治局委员、廣東省委書記) (2007至2012年任中共中央政治局委员) (2008至2013年任國務院副總理) (2012年3至11月兼任重慶市委書記)                                                   | 2018年        |
| 07           | 俞正声    | 1945年   | 1964年       | 2012至2017年任中共第十八屆中央政治局常委 2013至2018年任第十二屆全國政協主席 (2002至2007年任中共中央政治局委员、湖北省委書記) (2007至2012年任中共中央政治局委员、上海市委書記) | 2018年        |
| 08           | 栗战书    | 1950年   | 1975年       | 2017至2022年任中共第十九屆中央政治局常委 2018至2023年任第十三屆全国人大常委会委员长 (2012至2017年任中共中央政治局委员、中央书记处书记、中央办公厅主任) | 2023年        |
| 09           | 汪 洋     | 1955年   | 1975年       | 2017至2022年任中共第十九屆中央政治局常委 2018至2023年任第十三屆全國政協主席 (2007至2017年任十七届、十八届中共中央政治局委员) （2007-2012年兼任广东省委書記) (2013至2018年任国务院副总理)                                                                                               | 2023年        |
| 10           | 宋 平     | 1917年   | 1937年       | 1989至1992年任中共第十三届中央政治局常委 (1983至1988年任國務院國務委員兼國家計劃委員會主任) (1987至1989年任中共中央政治局委员、中央組織部部長) | 1992年        |
| 11           | 李岚清    | 1932年   | 1952年       | 1997至2002年任中共第十五届中央政治局常委 (1992至1997年任中共中央政治局委员) （1993至2003年任国务院副总理） | 2003年        |
| 12           | 曾庆红    | 1939年   | 1960年       | 2002至2007年任中共第十六届中央政治局常委 (1997至2002年任中央政治局候補委员、中央书记处书记、中組部部長) （2002至2007年兼任中央书记处书记、中央党校校长） (2003至2008年任国家副主席) | 2008年        |
| 13           | 吴官正    | 1938年   | 1962年       | 2002至2007年任中共第十六届中央政治局常委 (1997至2002年任中共中央政治局委员、山東省委書記) （2002至2007年兼任中央纪律检查委员会书记） | 2007年        |
| 14           | 李长春    | 1944年   | 1965年       | 2002至2012年任中共第十六、十七届中央政治局常委 (1997至2002年任中共中央政治局委员、廣東省委書記) （2002至2012年兼任中央精神文明建设指导委员会主任） | 2012年        |
| 15           | 罗 干     | 1935年   | 1960年       | 2002至2007年任中共第十六届中央政治局常委 (1993至2003年任國務委員) (1997至2002年任中共中央政治局委员、中央书记处书记) （1997至2007年兼任中央政法委员会书记） | 2007年        |
| 16           | 贺国强    | 1943年   | 1966年       | 2007至2012年任中共第十七届中央政治局常委 (2002至2007年任中央政治局委员、中央书记处书记、中組部部長) （2007至2012年兼任中央纪律检查委员会书记） | 2012年        |
| 17           | 刘云山    | 1947年   | 1971年       | 2012至2017年任中共第十八届中央政治局常委 (2002至2012年任中央政治局委员、中央书记处书记、中宣部部長) （2012至2017年兼任中央书记处书记） （2013至2017年兼任中央精神文明建设指导委员会主任、中央党校校长）                                                                                | 2017年        |
| 18           | 王岐山    | 1948年   | 1983年       | 2012至2017年任中共第十八届中央政治局常委 (2007至2012年任中共中央政治局委员、国务院副总理) （2012至2017年兼任中央纪律检查委员会书记） (2018至2023年任国家副主席) | 2023年        |
| 19           | 张高丽    | 1946年   | 1973年       | 2012至2017年任中共第十八届中央政治局常委 (2007至2012年任中共中央政治局委员、天津市委書記) （2013至2018年任国务院副总理） | 2018年        |

最近一位去世的离休、退休正国级领导人是吴邦国，于2024年10月8日去世，享年83岁。

### 曾享受正国级政治待遇者
- 中华人民共和国元帅：朱德、彭德怀、林彪、刘伯承、贺龙、陈毅、罗荣桓、徐向前、聂荣臻、叶剑英
- 中国共产党中央委员会副主席：李德生（1975年1月10日辞职，退休后按副国级待遇）
- 中华人民共和国代理主席（无法律任命）：董必武（时任中共中央政治局委员）
- 中华人民共和国名誉主席（荣誉称号）：宋庆龄（当时是中共普通正式党员）
- 中国共产党中央政治局常务委员会委员：胡启立（1989年6月24日被免职，复出后担任副国级职务）
- 中华人民共和国副主席：
  1. 朱德（时任中共中央副主席）
  2. 宋庆龄、董必武
  3. 乌兰夫（时任中共中央政治局委员，1985年辞去党内职务成为普通党员）
  4. 王震（当时是中共普通正式党员，已卸任的中央政治局委员、中顾委副主任）
  5. 荣毅仁（当时是未公开的中共普通正式党员）

  - （以下领导不再以国家副主席身份获得正国级待遇）

  1. 胡锦涛（时任中共中央政治局常委）
  2. 曾庆红（时任中共中央政治局常委）
  3. 习近平（时任中共中央政治局常委）
  4. 王岐山（时任中央外事工作委员会委员，已卸任的中共中央政治局常委）
  5. 韩正（时任中央外事工作委员会委员，已卸任的中共中央政治局常委）

## 历史排名
自1958年5月中国共产党八届五中全会起，中共官方将在党内和国家机关（包括全国政协）担任副国级以上领导职务的领导人按一定规律混合排名，形成了中国国内所熟悉的“党和国家领导人”排名。以下是1958年以来各个历史时期正国级党和国家领导人排名：